# Еммануель Олісадебе
Емману́ель Олісаде́бе (англ. Emmanuel Olisadebe, нар. 22 грудня 1978, Варрі, Нігерія) — польський футболіст, який виступав на позиції нападника; натуралізований нігерієць. Після здобуття польського громадянства успішно виступав за національну збірну, в якій став першим чорношкірим гравцем за всю її історію; брав участь у чемпіонаті світу 2002 року.
Приїхав до Польщі 1997 року й перебував на перегляді в клубах «Вісла» (Краків) і «Рух» (Хожув), перш ніж підписати контракт з варшавською «Полонією». Перший сезон у польському клубі видався невдалим — Олісадебе забив лише один гол, але вже в сезоні 1999/2000 він став найрезультативнішим бомбардиром клубу й допоміг «Полонії» здобути титул чемпіона Польщі.

## Національна збірна
2000 року отримав польське громадянство; це стало можливим завдяки клопотанню легендарного футболіста минулих років Збігнева Бонека, який переконав президента Польської футбольної асоціації Міхала Лісткевіча і президента країни Александра Квасьневського в доцільності цього заходу. Того самого року Олісадебе почав грати у складі збірної Польщі, в який він став першим чорношкірим футболістом в її історії. Своїми голами, забитими під час матчів кваліфікаційного турніру, він зробив значний внесок у вихід команди Польщі до фінальних змагань чемпіонату світу, вперше з 1986 року. Його успіхи в складі збірної принесли йому велику популярність серед польських вболівальників.
Олісадебе вперше вийшов на поле у складі збірної в серпні 2000 року в товариському матчі проти Румунії. Через два тижні він вперше взяв участь в кваліфікаційному матчі до чемпіонату світу 2002; це був матч проти України, який відбувався у Києві 2 вересня 2000 року. Україна вважалася основним суперником Польщі в боротьбі за друге місце в групі 5, перше місце в якій заздалегідь віддавалося збірній Норвегії, яка вважалася безперечним фаворитом. Матч з Україною обіцяв бути важким, і мало хто був впевнений в перемозі Польщі, однак завдяки двом голам Олісадебе збірна Польщі перемогла з рахунком 3:1
Під час цього кваліфікаційного турніру Олісадебе забив ще шість м'ячів; Польща посіла в групі перше місце і вперше з 1986 року вийшла до фінальних змагань чемпіонату світу; фаворити групи норвежці несподівано опинилися на четвертому місці, поступившись не тільки Польщі, а також Україні і Білорусі; Україна, яка посіла друге місце, програла стикові матчі Німеччині і до чемпіонату світу не потрапила.
У фінальній частині змагань Польща виступила невдало, з трьох групових матчів вигравши лише один — проти збірної США — в якому Олісадебе забив гол. Таким чином Олісадебе побив колишній рекорд кількості м'ячів, забитих польським футболістом в матчах одного циклу чемпіонату світу, включаючи кваліфікаційні матчі (9 голів, з яких один — в матчах фінальних змагань). До того рекорд належав Гжегожу Лято, який забив 8 м'ячів в матчах Чемпіонату світу 1974 року (щоправда, 7 з них були забиті в матчах фінальних змагань).

## Клубна кар'єра
Вже початкові успіхи Олісадебе в національній збірній привернули увагу футбольних клубних грандів, і в 2001 році він підписав контракт з «Панатінаїкосом», найтитулованішим грецьким клубом. У «Панатінаїкосі» повною мірою розкрилися футбольні таланти Олісадебе. Він зіграв за клуб 82 матчі і забив 24 голи; 2004 року клуб зробив дубль, ставши чемпіоном Греції і здобувши кубок країни. Однак численні травми коліна, які спіткали Олісадебе під час перебування в лавах «Панатінаїкоса», дещо підірвали його спортивну форму і знизили результативність.
На початку 2006 року він був відданий в оренду англійському «Портсмуту», чиєму тренеру Гаррі Реднаппу було конче потрібно підсилення, щоб уникнути вильоту з Прем'єр-Ліги. Реднапп намагався скласти з Олісадебе і Бенджамі Мваруварі атакувальний дует, який би допоміг клубу залишитися за межами «зони вильоту» (останніх трьох місць в турнірній таблиці). На жаль, Олісадебе зіграв за «Портсмут» лише два матчі і не забив жодного гола; по закінченні оренди він повернувся до «Панатінаікоса», де відразу був знову відданий в оренду, цього разу до грецького клубу «Шкода Ксанті». Потім певний час грав у Китаї, а після виступу в грецьких командах, останньою з яких була «Верія» з другого дивізіону, на початку 2013 року повідомив про завершення кар'єри гравця. Припустив, що, можливо, колись повернеться у футбол як тренер.

## Досягнення

### Командні
- Чемпіон Польщі: 2000
- Володар Кубка польської ліги: 2000
- Володар Суперкубка Польщі: 2000
- Чемпіон Греції: 2004
- Володар Кубка Греції: 2004

### Особисті
- Найкращий футболіст року в Польщі: 2001